# Boarmia dimidiaria
Boarmia dimidiaria är en fjärilsart som beskrevs av Walker 1860. Boarmia dimidiaria ingår i släktet Boarmia och familjen mätare. Inga underarter finns listade i Catalogue of Life.